# Veronica filiformis
Veronica filiforme (nome scientifico Veronica filiformis Sm., 1791) è una pianta erbacea perenne appartenente alla famiglia delle Plantaginaceae.

## Etimologia
Il nome generico (Veronica) deriva dal personaggio biblico Santa Veronica, la donna che ha dato a Gesù un panno per asciugare il suo volto mentre è sulla via del Calvario. Alcune macchie e segni sui petali della corolla di questo fiore sembrano assomigliare a quelli del sacro fazzoletto di Veronica. Per questo nome di pianta sono indicate altre etimologie come l'arabo "viru-niku", o altre derivate dal latino come "vera-icona" (immagine vera). L'epiteto specifico (filiformis) significa "dalla forma di un filo".
Il nome scientifico della specie è stato definito dal entomologo e botanico inglese, fondatore e primo presidente della Linnean Society di Londra James Edward Smith (Norwich, 2 dicembre 1759 – 17 marzo 1828)  nella pubblicazione "Transactions of the Linnean Society of London. London" (Trans. Linn. Soc. London 1: 195. 1791) del 1791.

## Descrizione

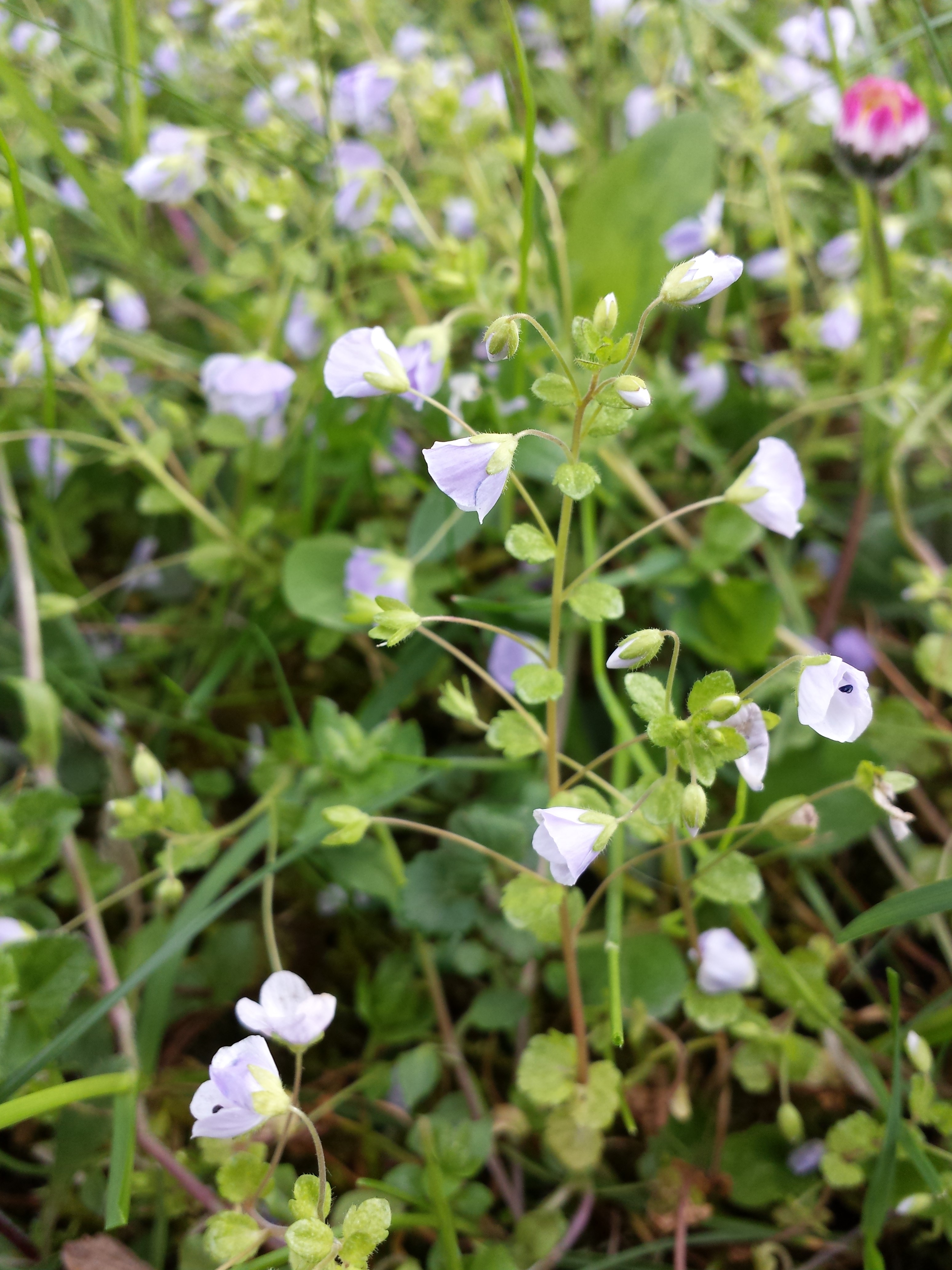
Il portamento

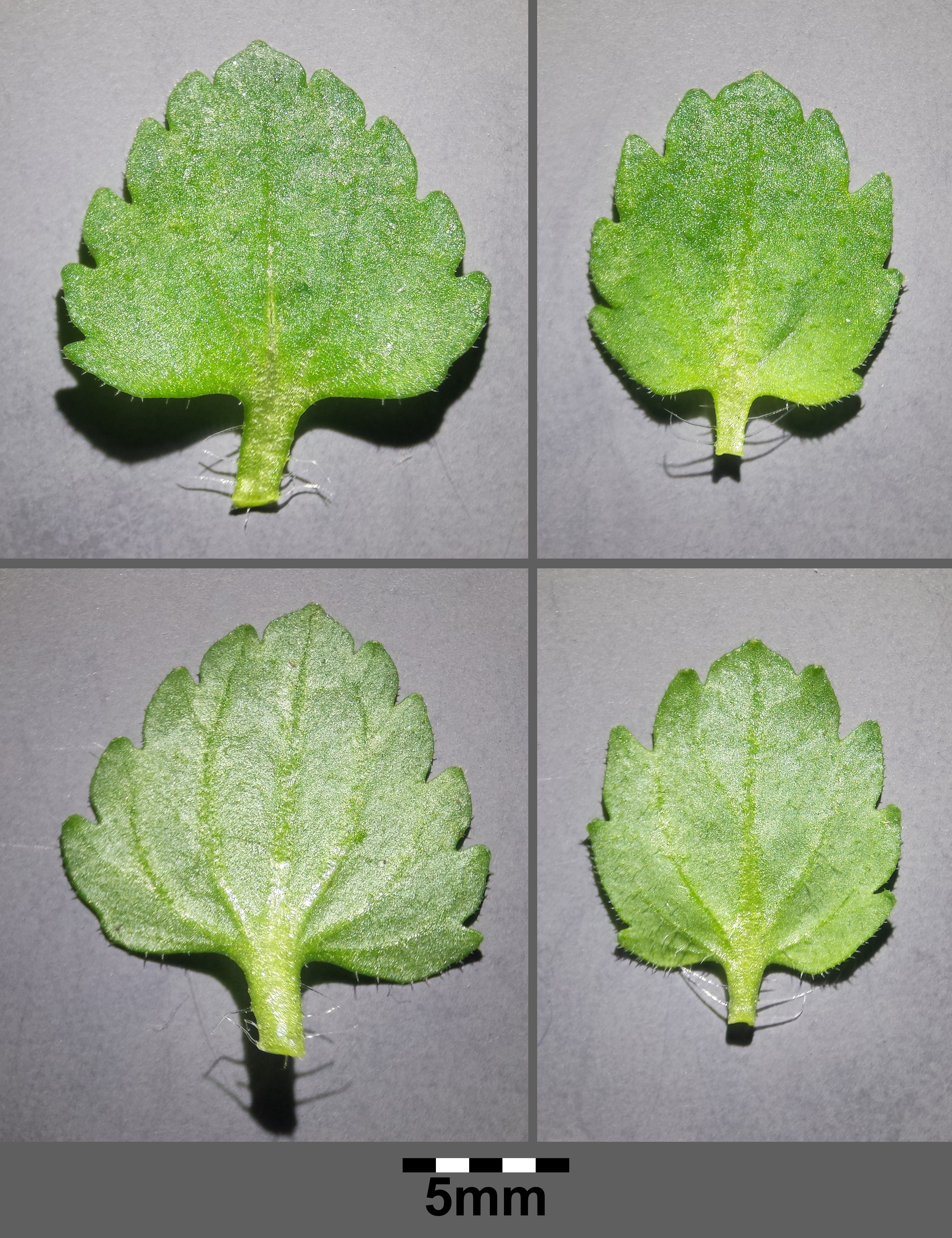
Le foglie

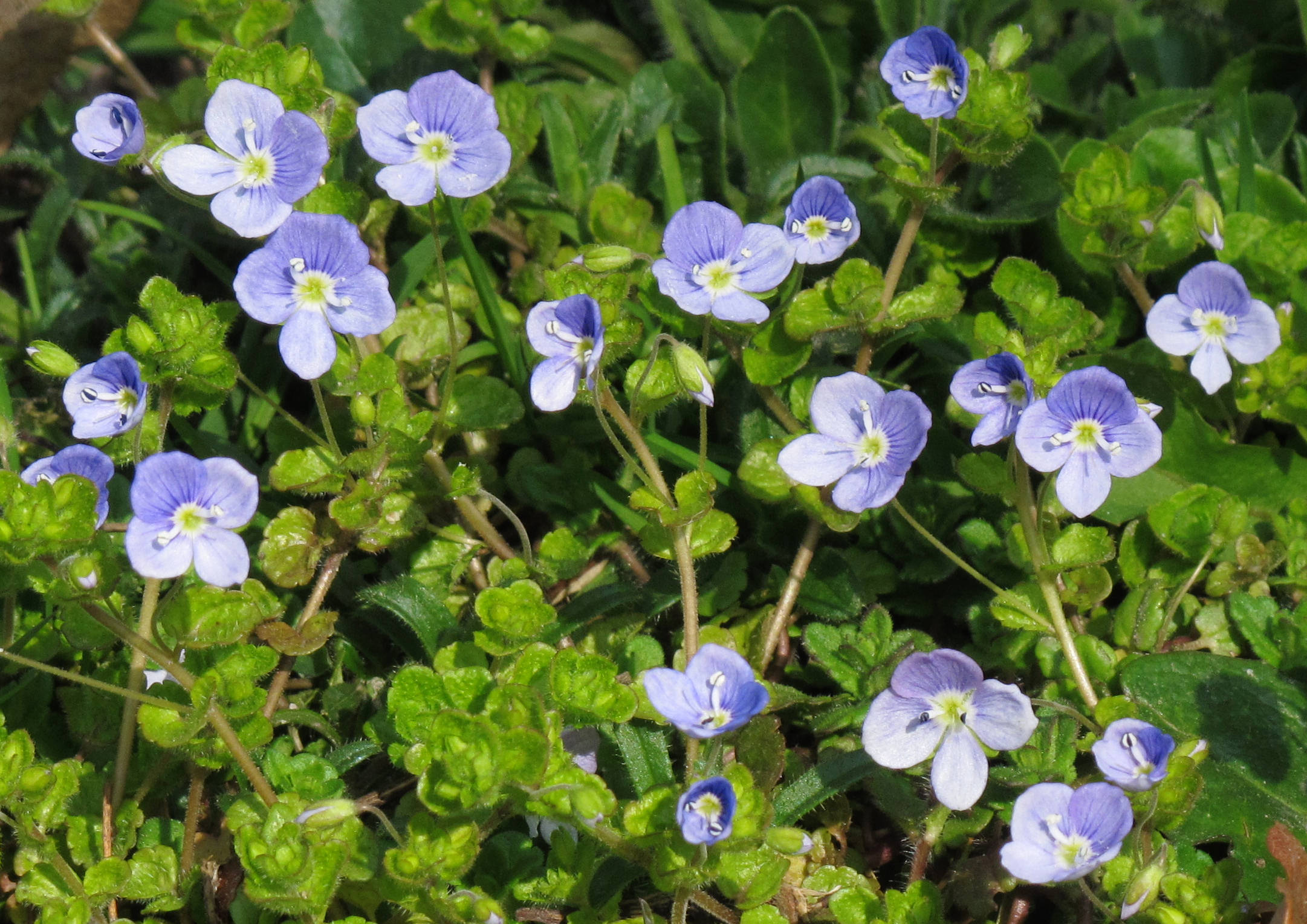
Infiorescenza

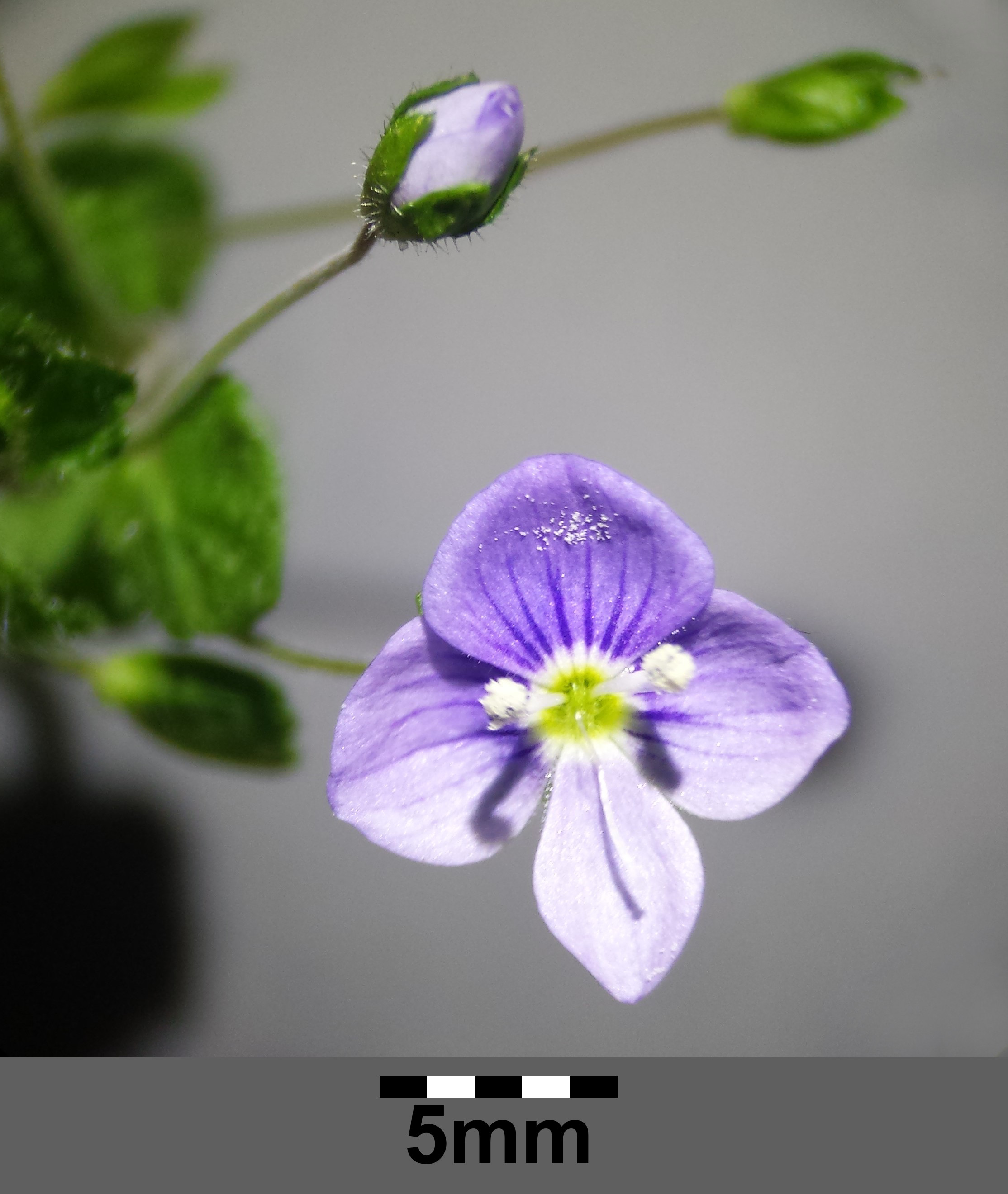
I fiori

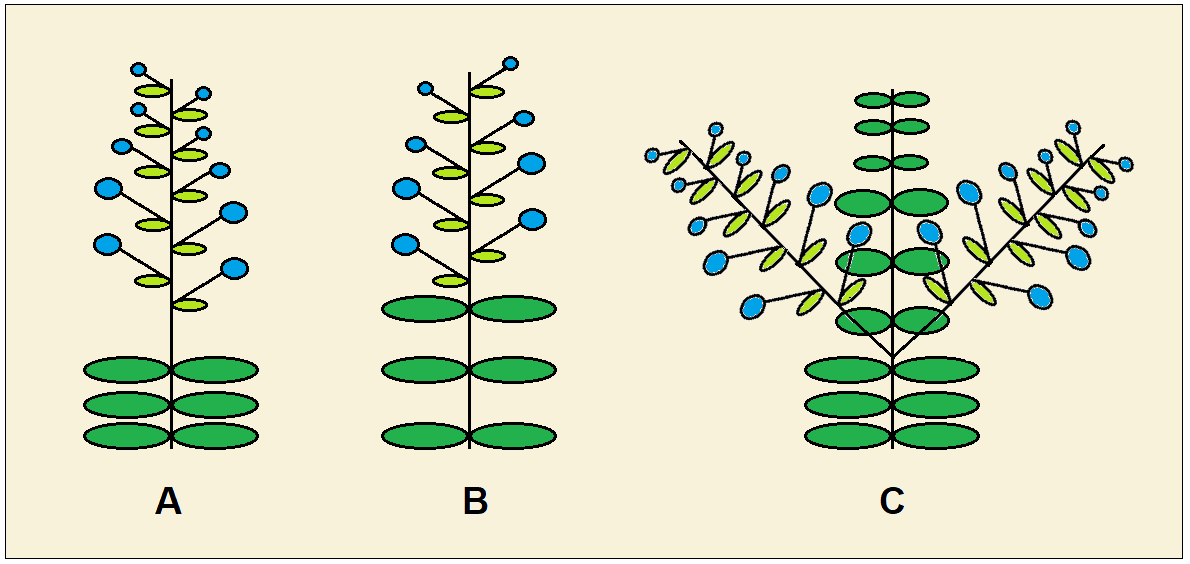
Racemi dell'infiorescenza: A) racemi terminali separati dalle foglie; B) racemi terminali non separati dalle foglie; C) racemi laterali

L'altezza di queste piante varia tra 10 e 50–70 cm. La forma biologica è emicriptofita reptante (H rept), ossia in generale sono piante erbacee, a ciclo biologico perenne, con gemme svernanti al livello del suolo e protette dalla lettiera o dalla neve e mostrano un accrescimento aderente al suolo con carattere strisciante.

### Radici
Le radici sono secondarie da rizoma.

### Fusto
La parte aerea del fusto è prostrata, ramosa e radicante. La crescita è a tappeto con altezze variabili tra 2 a 10 cm.

### Foglie
Le foglie sono disposte in modo opposto e sono brevemente picciolate. La forma della lamina varia da stretta e allungata a subrotonda (suborbicolare); alla base è cordata. I bordi sono debolmente crenato-seghettati (5 - 11 denti per lato). La superficie è scarsamente pelosa (ghiandolosa). Il colore delle foglie è verde, e viene mantenuto anche nel secco. Dimensione della lamina: 5 – 13 mm.

### Infiorescenza
Le infiorescenze sono dei racemi terminali e lunghi con 10 - 30 fiori al massimo. I racemi non sono chiaramente separati dalla parte fogliare (tipo B - vedi figura). Nell'infiorescenza sono presenti delle brattee simili alle foglie e più corte dei peduncoli (i peduncoli sono 2 - 5 volte più lunghi). I fiori sono posizionati all'ascella di una brattea. Le brattee sono disposte in modo alterno (a volte sono opposte). L'infiorescenza ha una breve pubescenza appressata; sono presenti anche peli ghiandolari un po' più lunghi. Lunghezza dei peduncoli (alla fruttificazione): 25 – 30 mm

### Fiore
I fiori sono ermafroditi e tetraciclici (composti da 4 verticilli: calice – corolla – androceo – gineceo), pentameri (calice e corolla divisi in cinque parti).
- Formula fiorale:

X o * K (4-5), [C (4) o (2+3), A 2+2 o 2], G (2), capsula.
- Calice: il calice campanulato, gamosepalo e più o meno attinomorfo, è diviso in 4 profonde lacinie con forme ovato-lanceolate. La superficie è pubescente.
- Corolla: la corolla è gamopetala e debolmente zigomorfa con forme tubolari (il tubo è corto) e terminante in quattro larghi lobi da ovali a orbicolari e patenti (il lobo superiore è leggermente più grande - due lobi fusi insieme, quello inferiore è più stretto). La corolla è resupinata; i lobi sono appena embricati; la gola è scarsamente pelosa. Il colore della corolla varia da blu-intenso a blu-violaceo. Larghezza della corolla (diametro): 8 – 14 mm.
- Androceo: gli stami sono due (gli altri tre sono abortiti) e sono leggermente più corti della corolla. I filamenti sono adnati alla corolla. Le antere hanno due teche più o meno separate, uguali con forme arrotondate.
- Gineceo: il gineceo è bicarpellare (sincarpico - formato dall'unione di due carpelli connati). L'ovario (biloculare) è supero con forme ovoidi e compresso lateralmente. Gli ovuli per loculo sono da numerosi a pochi (1 - 2 per loculo), hanno un solo tegumento e sono tenuinucellati (con la nocella, stadio primordiale dell'ovulo, ridotta a poche cellule).[11] Lo stilo, filiforme con stigma capitato e ottuso, è lungo e sporge dalla insenatura poco profonda della corolla. Il disco nettarifero è presente nella parte inferiore della corolla (sotto l'ovario). Lunghezza dello stilo: 3,5 – 4 mm circa.
- Fioritura: da marzo a luglio.

### Frutti
Il frutto è del tipo a capsula (non sempre si sviluppa) divisa fino a metà in due lobi e bordi smarginati ad angolo retto.  La forma della capsula è obcordata ed è carenata (sulla carena è cigliata). La deiscenza è loculicida. I semi sono piani con superficie rugosa (o sono debolmente concavi); sono inoltre numerosi. Dimensione della capsula: 6 x 4 mm. Dimensione dei semi: 1 x 1,5 mm.

## Riproduzione
- Impollinazione: l'impollinazione avviene tramite insetti (impollinazione entomogama).
- Riproduzione: la fecondazione avviene fondamentalmente tramite l'impollinazione dei fiori (vedi sopra).
- Dispersione: i semi cadendo a terra (dopo essere stati trasportati per alcuni metri dal vento – disseminazione anemocora) sono successivamente dispersi soprattutto da insetti tipo formiche (disseminazione mirmecoria).

## Distribuzione e habitat
.

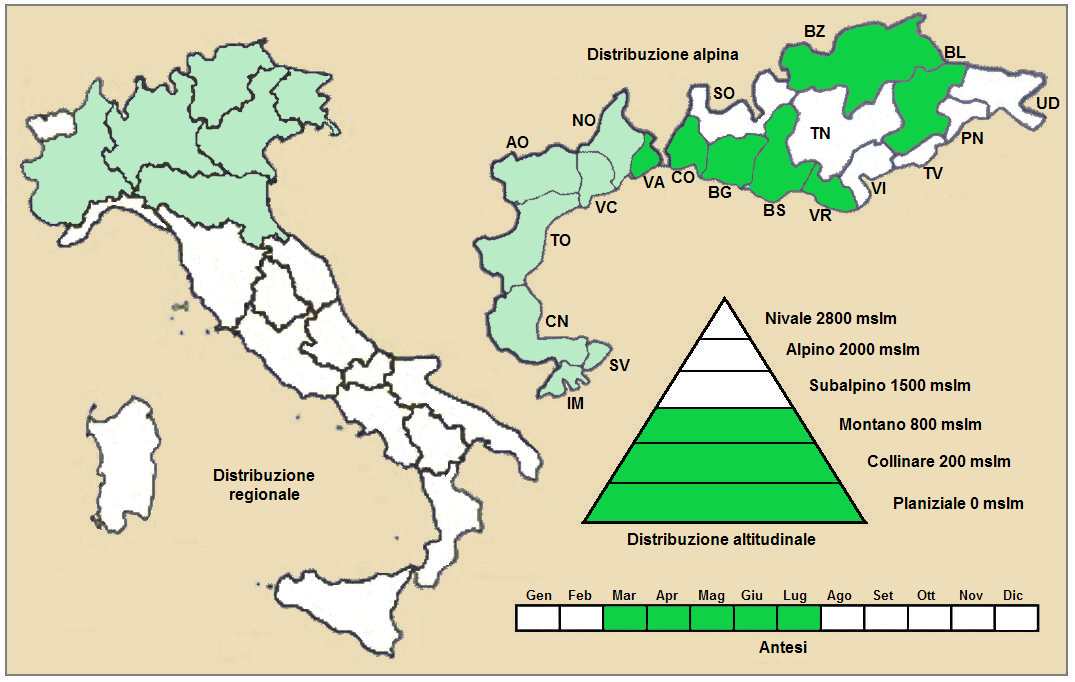
Distribuzione della pianta
(Distribuzione regionale – Distribuzione alpina)

- Geoelemento: il tipo corologico (area di origine) è Caucasico (divenuto in seguito Centro Europeo).
- Distribuzione: in Italia è una specie rara. Nelle Alpi si trova nelle province centrali. Fuori dall'Italia, sempre nelle Alpi, questa specie si trova in Francia (dipartimento dell'Alta Savoia), in Svizzera, in Austria e in Slovenia. Sugli altri rilievi europei collegati alle Alpi si trova nella Foresta Nera, Vosgi, Massiccio del Giura, Massiccio Centrale, Pirenei e Carpazi.[13] Nell'areale del Mediterraneo questa specie in modo non spontaneo si trova in Anatolia.[14]
- Habitat: inizialmente coltivata per ornamento poi si è naturalizzata nei prati e pascoli umidi dei campi, nelle colture e nei parchi. Il substrato preferito è calcareo ma anche siliceo con pH neutro, medi valori nutrizionali del terreno che deve essere mediamente umido.[13]
- Distribuzione altitudinale: sui rilievi queste piante si possono trovare fino a quote montane; frequentano quindi i seguenti piani vegetazionali: collinare e montano (oltre a quello planiziale – a livello del mare).

### Fitosociologia
Dal punto di vista fitosociologico alpino la specie di questa voce appartiene alla seguente comunità vegetale:
- Formazione: delle comunità delle macro- e megaforbie terrestri

- Classe: Molinio-Arrhenatheretea

- Ordine: Arrhenatheretalia elatioris

- Alleanza: Cynosurion

## Tassonomia
La famiglia di appartenenza (Plantaginaceae) è relativamente numerosa con un centinaio di generi. La classificazione tassonomica di questa specie è in via di definizione in quanto fino a poco tempo fa il suo genere apparteneva alla famiglia delle Scrophulariaceae (secondo la classificazione ormai classica di Cronquist), mentre ora con i nuovi sistemi di classificazione filogenetica (classificazione APG) è stata assegnata alla famiglia delle Plantaginaceae; anche i livelli superiori sono cambiati (vedi il box tassonomico iniziale). Questa pianta appartiene alla sottotribù Veroniciinae (tribù Veroniceae e sottofamiglia Digitalidoideae). Il genere Veronica è molto numeroso con oltre 250 specie a distribuzione cosmopolita.

### Filogenesi
La specie V. filiformis appartiene alla sezione (o sottogenere) Pocilla Dumort.. Questo gruppo è caratterizzato da un ciclo biologico annuo (V. filiformis è l'unica eccezione in quanto unico membro perenne del sottogenere), dalle infiorescenze formate da racemi terminali con brattee ben distinte dalle foglie oppure i fiori sono isolati all'ascella di foglie normali (quindi le brattee non si distinguono dalle foglie), dal calice a 4 lobi e dai semi piani o incavati.
Il numero cromosomico di V. filiformis è: 2n = 14.

## Altre notizie
La veronica filiforme in altre lingue è chiamata nei seguenti modi:
- (DE)  Faden-Ehrenpreis
- (FR)  Véronique filiforme
- (EN)  Slender Speedwell